# 9459 Gracecai
A 9459 Gracecai (ideiglenes jelöléssel (9459) 1998 FW113) a Naprendszer kisbolygóövében található aszteroida. A LINEAR projekt keretében fedezték fel 1998. március 31-én.